# カオラック (タイ)

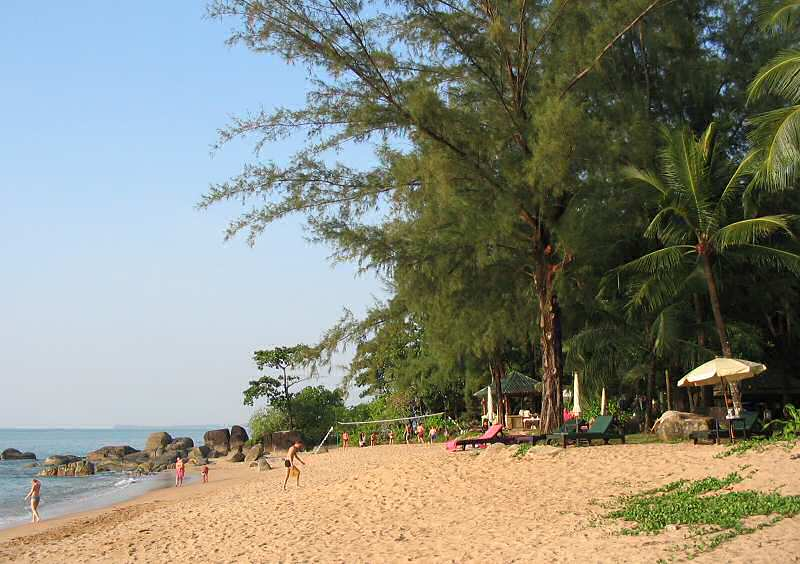
スマトラ島沖地震により津波被害を受ける前のカオラック・ビーチ

カオラック（เขาหลัก）はタイ、南部にあるビーチ・リゾート。

## 地理
カオラックはプーケット島の北、約100km、パンガー県、タイムワン郡のカオラック村からタクワパー郡のラムルー村、クッカー村にまたがるカオラック＝ラムルー国立公園の周辺の地域の一般的な総称。名称は近くにある山、カオ・ラックにちなむ。スクーバダイビングのスポットでもある。カオラック・ビーチは南北に延び、海岸は西のアンダマン海に面している。ビーチには砂浜が広がり、南国風の木々が立っている。ビーチとほぼ並行に道路がありその東側にはホテル・売店などが並ぶ。

## 経済
島の経済は売店・レストラン・ホテルなどの商業によって成り立っているが、一方で郊外・丘陵地ではゴムノキ、アブラヤシなどの農業も行われている。

## スマトラ島沖地震による津波被害
2004年12月26日に起こったスマトラ島沖地震による津波がカオラックビーチ一帯を襲い、一部地区をのぞいてほとんどの宿泊施設が壊滅的打撃を受け、タイ国内では最大の被災地となった。カオラックにいた外国人を含む最低770人が死亡したとされる。最終的には2000人の死者が出ると予想されている。また、現タイ国王ラーマ9世の孫であるプム・ジェンセン氏も家族とともにカオラックを訪れていたが、津波に巻き込まれ死亡した。